# Espectro rojo

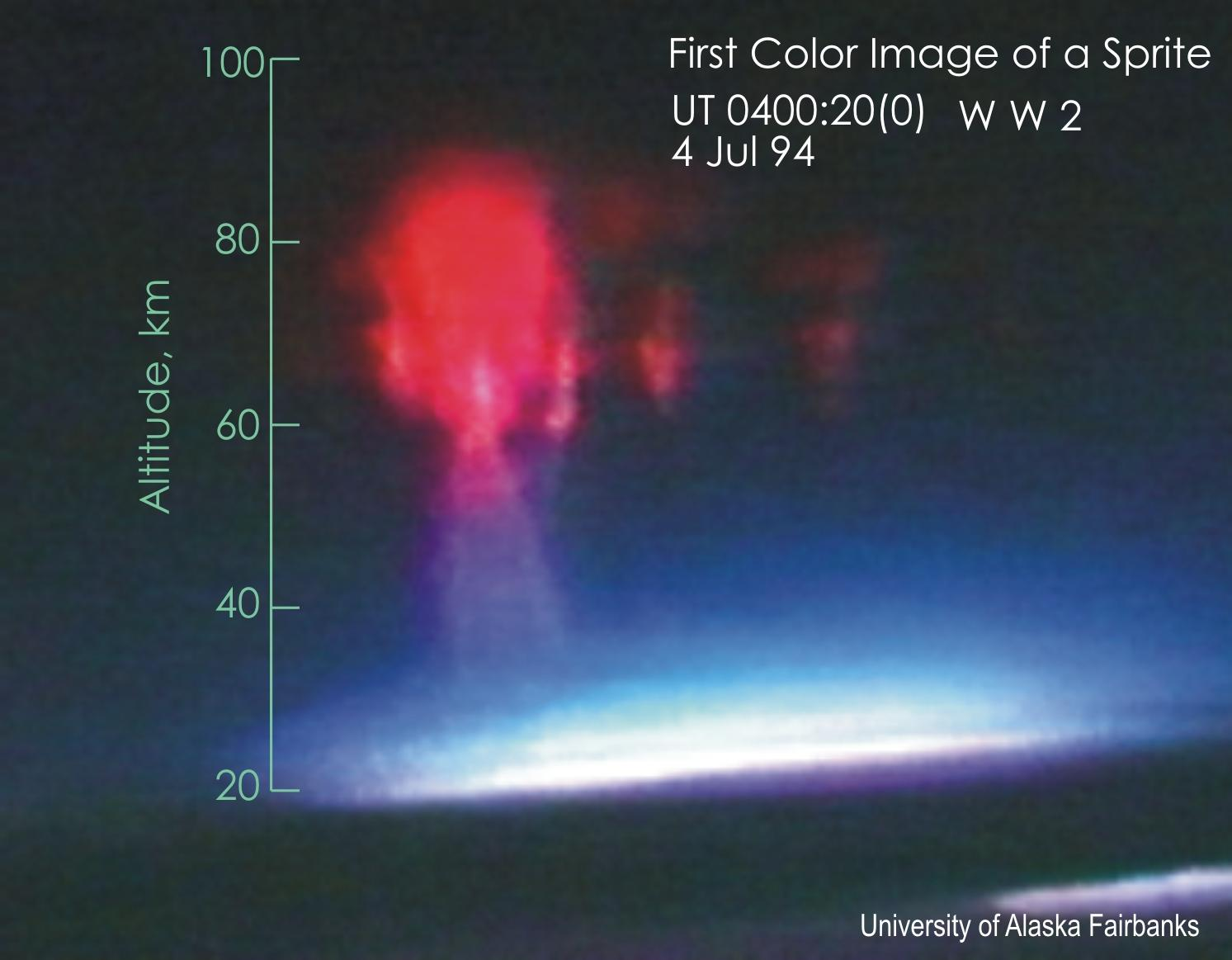
Primera imagen en color de un espectro rojo, tomada desde una aeronave.

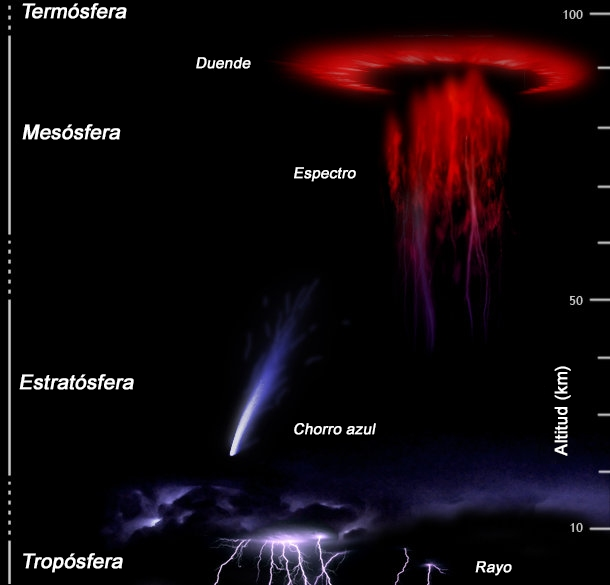
Esquema de los distintos tipos de fenómenos eléctricos que se pueden producir en la atmósfera.

Un sprite o espectro rojo es una descarga eléctrica que se produce por encima de las nubes o cumulonimbus en tormentas intensas en la parte de la atmósfera denominada mesosfera. Por debajo tiene una estructura tipo filamentosa azul que puede alcanzar 30 kilómetros y en su parte superior es un destello luminoso rojo-anaranjado. 
Se forman en grupos o en solitario y llegan a alcanzar una altura que va desde los 50 hasta los 90 kilómetros de altitud. Horizontalmente algunos llegan a tener 50 kilómetros de longitud. Debido a su poco brillo superficial solo han sido registrados de noche, principalmente con cámaras de alta sensibilidad. 
Es bastante raro que se produzcan pero hay tormentas en los que se producen en cantidad y duran entre 3 y 10  milisegundos, lo que los hace difíciles de estudiar, alcanzando velocidades superiores a los 1.600 km/s. Por su corta duración son imposibles de filmar con cámaras normales. 
Se producen cuando a veces la parte superior de la nube que tiene carga positiva produce un relámpago a Tierra, sufriendo dicha parte un déficit de electrones, originando un tremendo voltaje entre la nube y la ionosfera, lo que provoca una aceleración de los electrones que acaban chocando violentamente con las moléculas del aire. Se calcula que uno de cada veinte de este tipo de rayos tiene la suficiente energía como para producir espectros hacia arriba de la nube. 
Debido a su rápida formación no se puede seguir con los ojos, pero su estructura vertical y el color rojo puede ser percibida.
Con cámaras de alta resolución capaces de fotografiar 10 000 fotogramas por segundo se ha visto que son grupos de pequeñas bolas de ionización que alcanzan los 80 kilómetros de altura.

## Historia
El informe más antiguo conocido es el de Toynbee y Mackenzie en 1886. El premio Nobel C. T. R. Wilson había sugerido en 1925, sobre bases teóricas, que podían producirse fallas eléctricas en la atmósfera superior, y en 1956 fue testigo de lo que posiblemente podría haber sido un sprite. Fueron documentados fotográficamente por primera vez el 6 de julio de 1989, cuando científicos de la Universidad de Minnesota, utilizando una cámara de vídeo sensible para baja luminosidad, capturaron accidentalmente la primera imagen de lo que posteriormente se conocería como un sprite.
Varios años después de su descubrimiento, fueron nombrados realmente sprites (espíritus del aire) por su naturaleza esquiva. Desde la captura de vídeo de 1989, se han fotografiado sprite desde la tierra, desde aviones y desde el espacio, y se han convertido en objeto de intensas investigaciones. Un video destacado de alta velocidad capturado por Thomas Ashcraft, Jacob L Harley, Matthew G McHarg y Hans Nielsen en 2019 a unos 100.000 fotogramas por segundo fue lo suficientemente rápido como para proporcionar mejores detalles de cómo se desarrollan los sprites. Sin embargo, según el blog APOD de la NASA, a pesar de haber sido registrado en fotografías y vídeos durante más de 30 años, la "causa raíz" de los rayos sprite sigue siendo desconocida, "aparte de una asociación general con rayos positivos de nube a tierra". La NASA también señala que no todas las tormentas exhiben relámpagos.
En 2016 se observaron sprites durante el paso del huracán Matthew por el Caribe. Actualmente se desconoce el papel exacto de los sprites en los ciclones tropicales.